# 620-ті до н. е.

## Події

### Грецькі держави
- Архонтом міста-держави Афіни був Драконт Афінський, який склав перший список законів, відомих як «драконівські закони», що на думку сучасників були вкрай суворими.
- Царем Лідії до близько 629-624 років до н. е. був Ардіс II, йому спадкував Садіатт II.
- Тираном Коринфа був Кіпсел до 627 року до н. е., йому спадкував Періандр

### Близький Схід
В Ассирії близько 627 року до н. е. помер цар Ашшурбаніпал. Імовірно, що останні роки перед смертю він співправив зі своїм сином Сін-шар-ішкуном. Після смерті Ашшурбаніпала в окремих частинах імперії царями були проголошені його син Ашшур-етель-ілані (правив до 626 чи 623 років до н. е., великий євнух Сін-шум-лішір (правив або співправив близько року поблизу 626 року до н. е.), Сін-шар-ішкун, який у підсумку сконцентрував владу в кінці десятиліття. 
До 627 року до н. е. вавилонським царем під управлінням Ассирії був намісник Кандалану, а на думку низки істориків - це було інше ім'я самого Ашшурбаніпала. Після смерті Кандалану вавилоняни відмовились визнати будь-якого ассирійського царя та продовжували рахувати роки Кандалану. У кінці 627 року до н. е. ассирійський намісник провінції Країна Моря халдей Набопаласар підняв повстання. Надіслана проти нього ассирійська армія не змогла здолати опору та відступила. У 626 році до н. е. Набопаласар проголосив себе вавилонським царем і був визнаний Вавилоном і сусідніми містами.
Декілька разів Сін-шар-ішкун ходив у похід на Вавилон, а в 624 році до н. е. взяв штурмом Аккад. Вавилон визнав Сін-шар-ішкуна царем у 623 році до н. е., але надалі вторгнення Мідії, арабів та скіфів  завадили царю закріпити відновлення імперії, ассирійська армія відступала, а Набопаласар повернув собі Вавилон.
Близько 627-626 років до н. е. з Кавказу відбулася навала скіфів, які пройшли всю Ассирію, вторглися до Палестини, дійшли до кордонів Єгипту на Синайському півострові, де були зупинені або підкуплені єгипетським фараоном Псамметіхом I. Імовірно, скіфів очолював цар Мадій. До цього періоду скіфи утримували владу над Мідією, але близько 625 року до н. е. мідійський цар Хувахштра вбив скіфських правителів та звільнив країну від них. Хувахштра став союзником Вавилону в боротьбі з Ассирією.
Царем Юдеї був Йосія, який потроху звільнявся від влади Ассирії.
Імовірно, перським царем був Кір I Аншанський.

### Єгипет
Фараон Псамметіх I з XXVI династії припинив війни в Азії та сконцентрувався в утриманні влади в Африці.

## Персоналії

### Діяльність
- бл. 626 року до н. е. розпочав проповідувати біблейський пророк Єремія.

### Народились
- бл. 622 Єзекиїл, юдейський пророк
- бл. 625-624 Фалес Мілетський, давньогрецький філософ
- бл. 620-х Езоп, історичний або легендарний давньогрецький байкар

### Померли
- бл. 627 Кіпсел, тиран Коринфа
- бл. 627 Ашшурбаніпал